# Saison 2016 de l'équipe cycliste ONE
La saison 2016 de l'équipe cycliste ONE est la deuxième de cette équipe.

## Préparation de la saison 2016

### Arrivées et départs
| Arrivées         | Équipe 2015                 |
| ---------------- | --------------------------- |
| Karol Domagalski | Raleigh GAC                 |
| John Ebsen       | Androni Giocattoli-Sidermec |
| Matthew Goss     | MTN-Qhubeka                 |
| Richard Handley  | JLT Condor                  |
| Kristian House   | JLT Condor                  |
| Sebastian Lander | Trefor-Blue Water           |
| Hayden McCormick | Lotto-Soudal U23            |
| Martin Mortensen | Cult Energy                 |
| Glenn O'Shea     | Budget Forklifts            |
| James Oram       | Axeon                       |
| Dion Smith       | Hincapie Racing             |
| Steele Von Hoff  | NFTO                        |

| Départs         | Équipe 2016  |
| --------------- | ------------ |
| George Atkins   | JLT Condor   |
| Jonathan Bellis | ?            |
| Dexter Gardias  | Pedal Heaven |
| Marc Hester     | Sorø BC      |
| Jonathan Mould  | JLT Condor   |

## Coureurs et encadrement technique

### Effectif

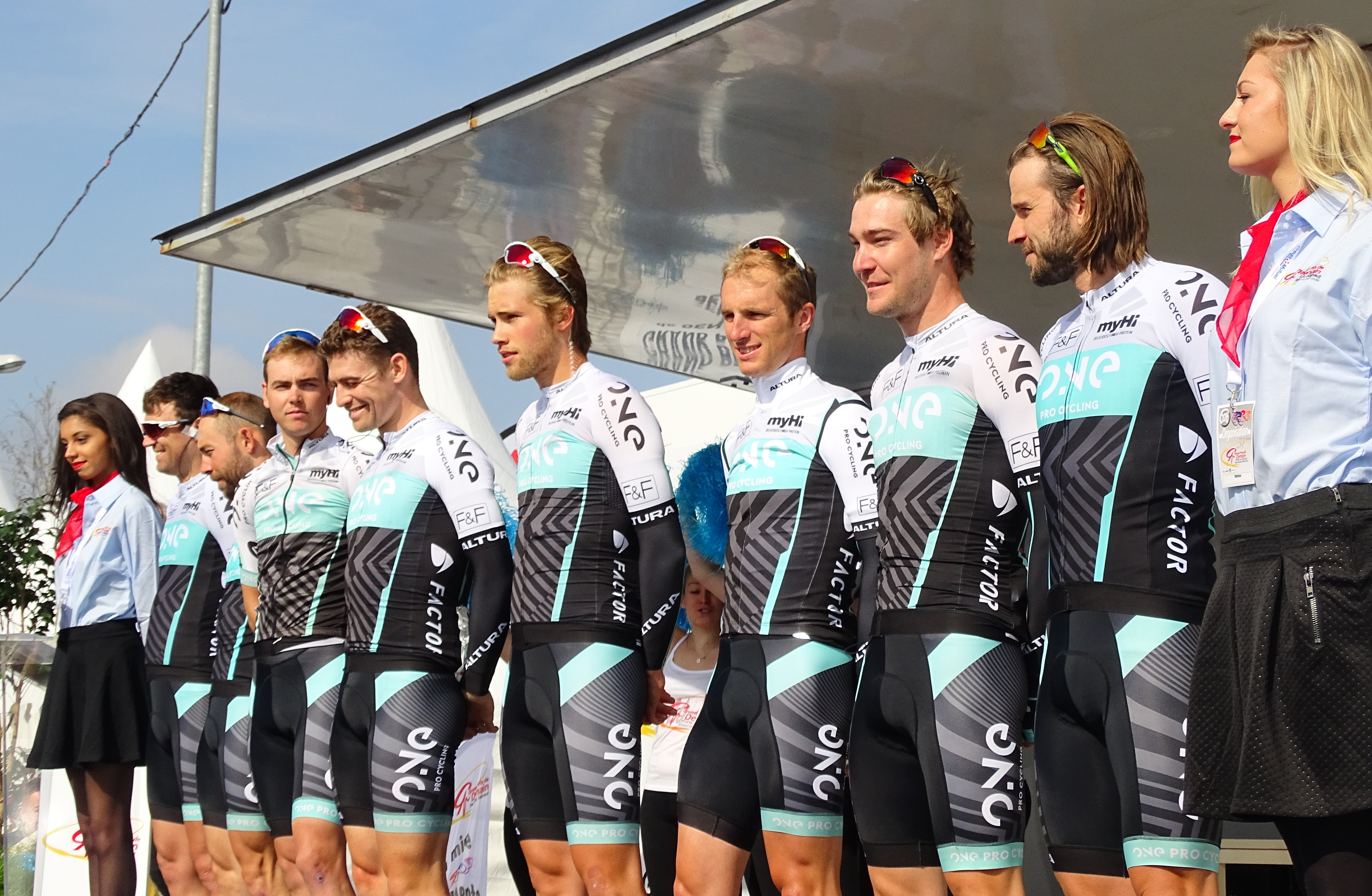
Yanto Barker, Sebastian Lander, Chris Opie, Dion Smith, Samuel Williams, Peter Williams, Hayden McCormick et Martin Mortensen lors du Grand Prix de Denain.

| Cycliste           | Date de naissance  | Nationalité      | Équipe 2015                 |  |
| ------------------ | ------------------ | ---------------- | --------------------------- |  |
| Yanto Barker       | 6 janvier 1980     | Royaume-Uni      | ONE                         |  |
| Tom Baylis         | 3 janvier 1996     | Royaume-Uni      | ONE                         |  |
| Marcin Białobłocki | 2 septembre 1983   | Pologne          | ONE                         |  |
| Karol Domagalski   | 9 août 1989        | Pologne          | Raleigh GAC                 |  |
| John Ebsen         | 15 novembre 1988   | Danemark         | Androni Giocattoli-Sidermec |  |
| Matthew Goss       | 5 novembre 1986    | Australie        | MTN-Qhubeka                 |  |
| Richard Handley    | 1er septembre 1990 | Royaume-Uni      | JLT Condor                  |  |
| George Harper      | 10 juillet 1992    | Royaume-Uni      | ONE                         |  |
| Kristian House     | 6 octobre 1979     | Royaume-Uni      | JLT Condor                  |  |
| Joshua Hunt        | 3 avril 1991       | Royaume-Uni      | ONE                         |  |
| Sebastian Lander   | 11 mars 1991       | Danemark         | Trefor-Blue Water           |  |
| Hayden McCormick   | 1er janvier 1994   | Nouvelle-Zélande | Lotto-Soudal U23            |  |
| Martin Mortensen   | 5 novembre 1984    | Danemark         | Cult Energy                 |  |
| Glenn O'Shea       | 14 juin 1989       | Australie        | Budget Forklifts            |  |
| Chris Opie         | 22 juillet 1987    | Royaume-Uni      | ONE                         |  |
| James Oram         | 17 juin 1993       | Nouvelle-Zélande | Axeon                       |  |
| Dion Smith         | 18 décembre 1994   | Nouvelle-Zélande | Hincapie Racing             |  |
| Steele Von Hoff    | 31 décembre 1987   | Australie        | NFTO                        |  |
| Peter Williams     | 13 décembre 1986   | Royaume-Uni      | ONE                         |  |
| Samuel Williams    | 18 mars 1994       | Royaume-Uni      | ONE                         |  |

Portraits
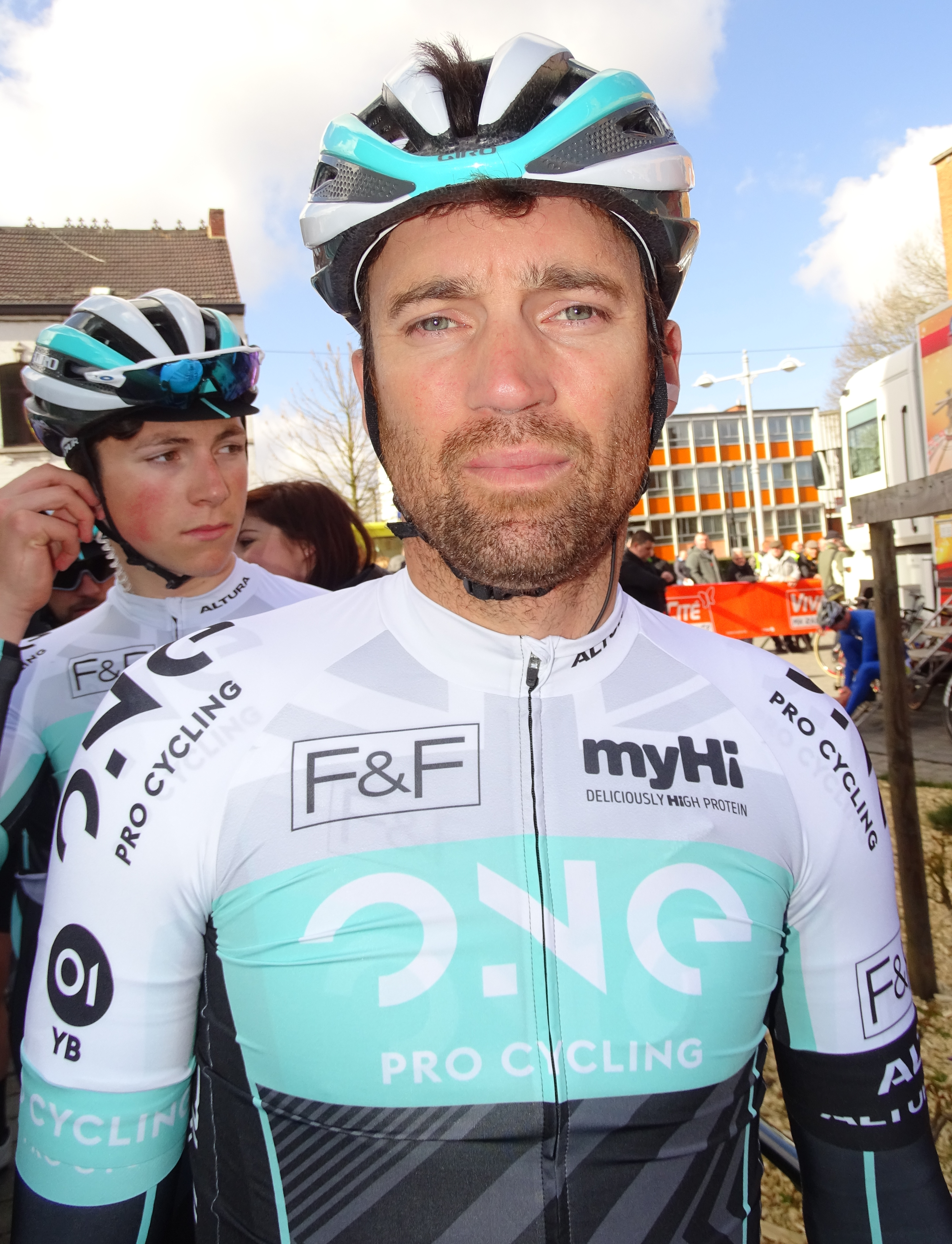
Yanto Barker.
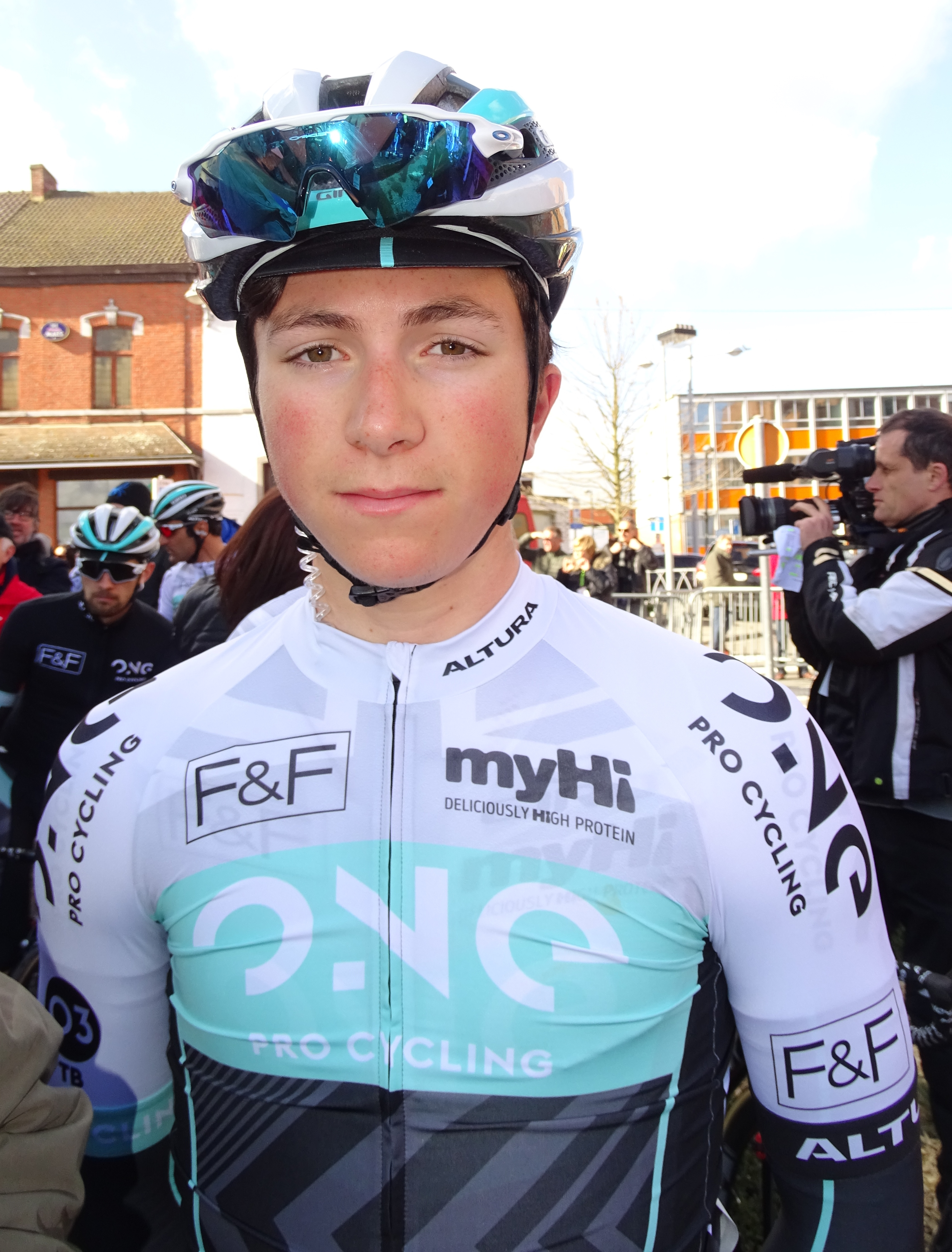
Tom Baylis.
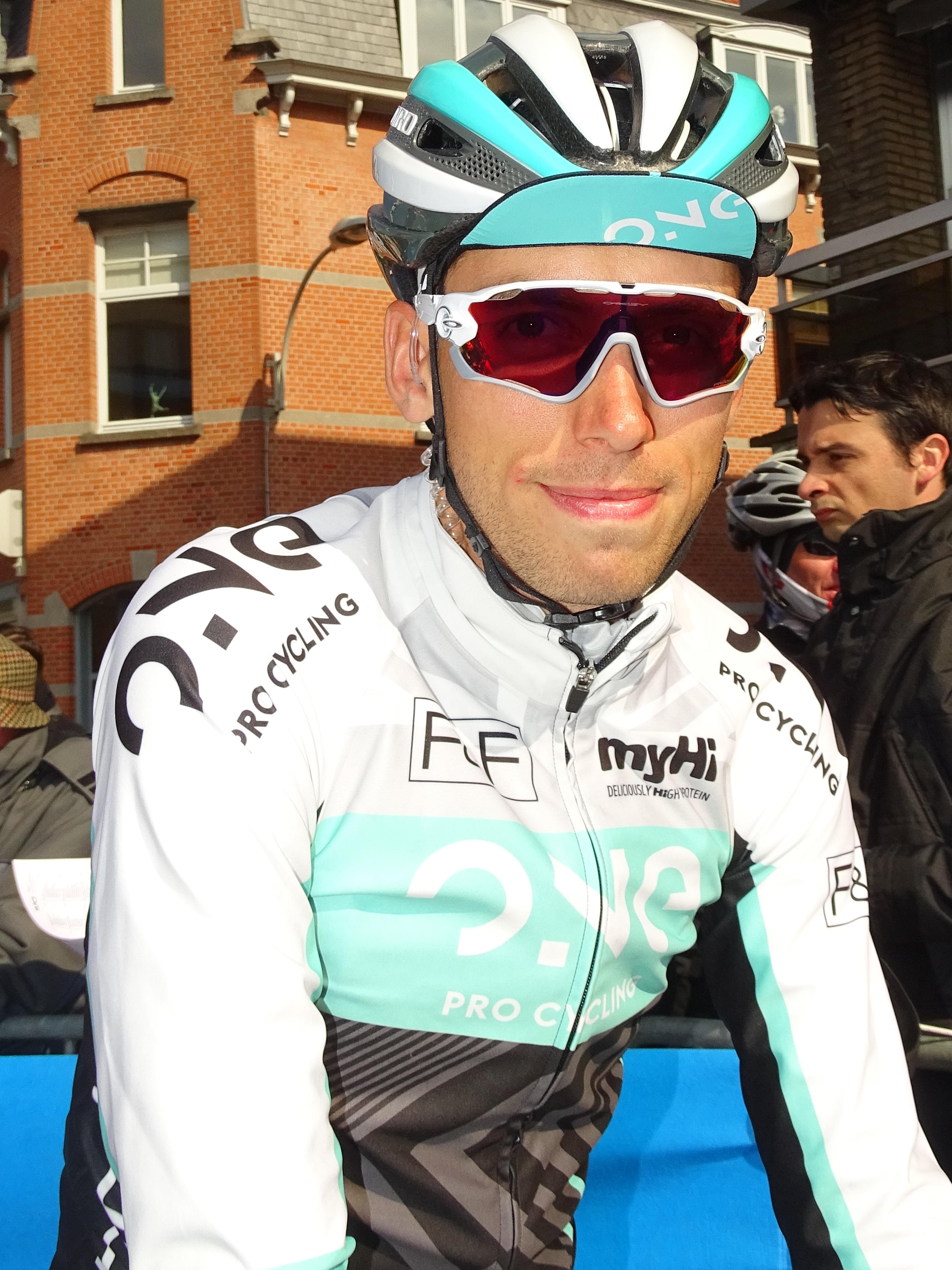
Karol Domagalski.
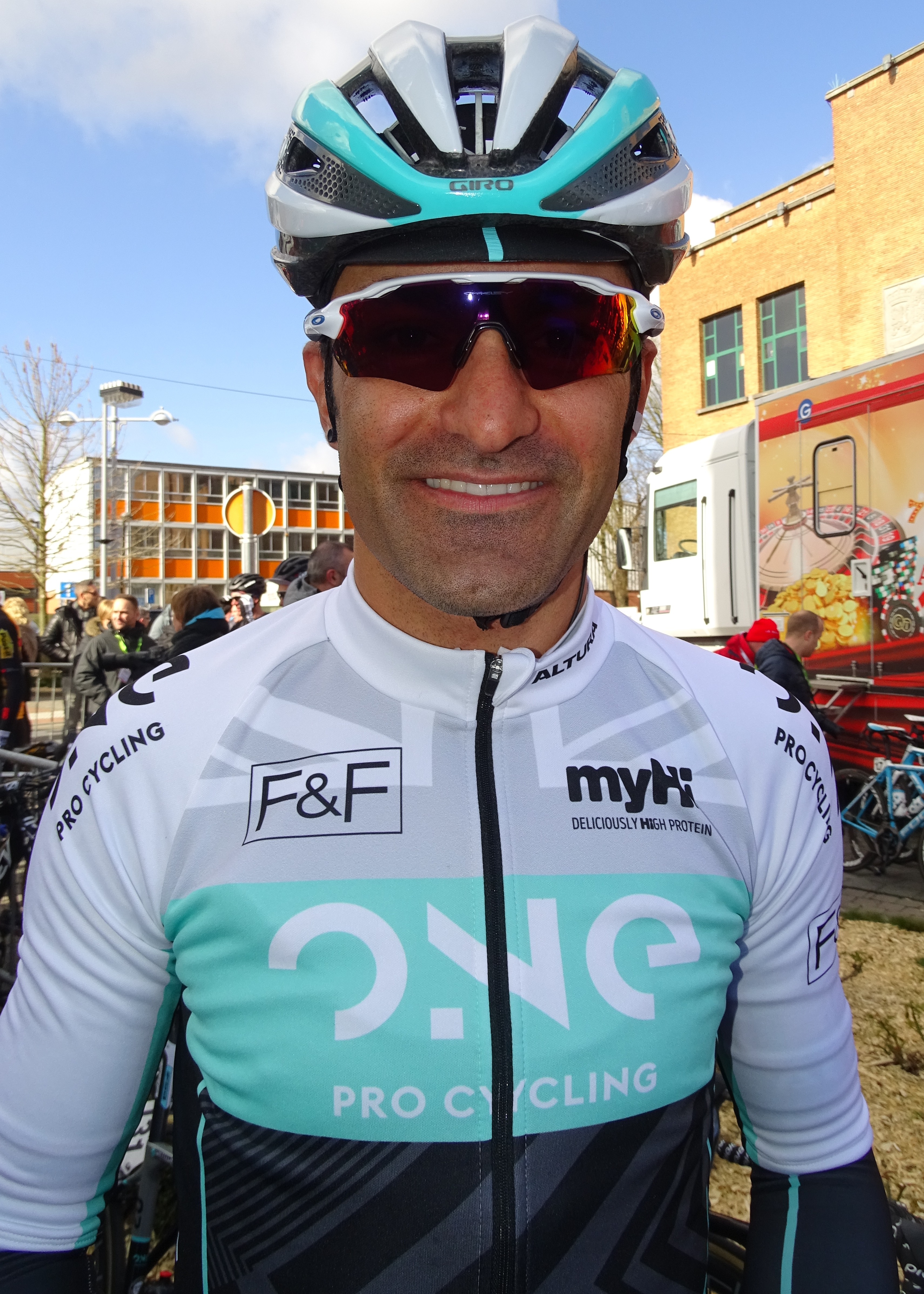
Kristian House.
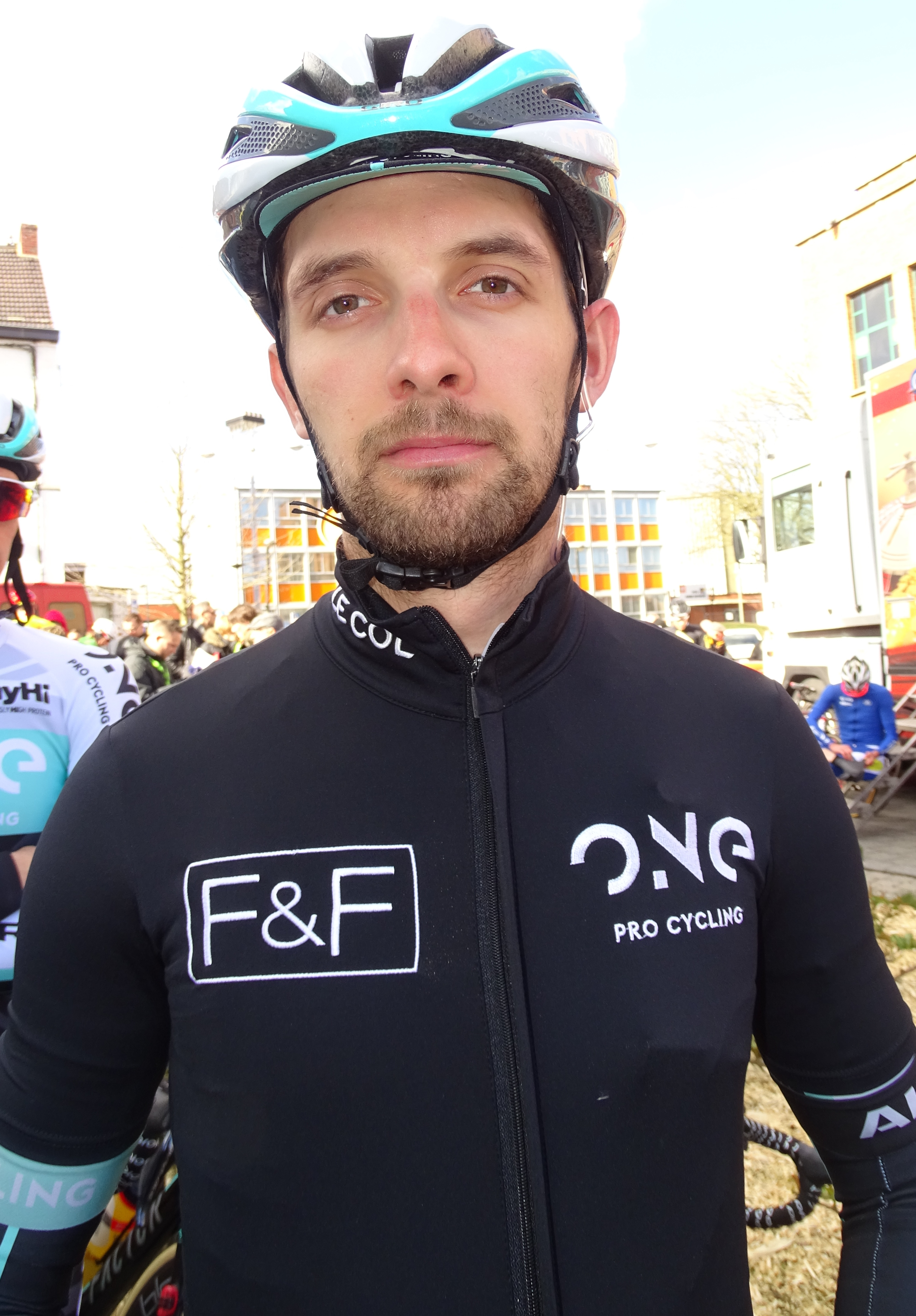
Joshua Hunt.
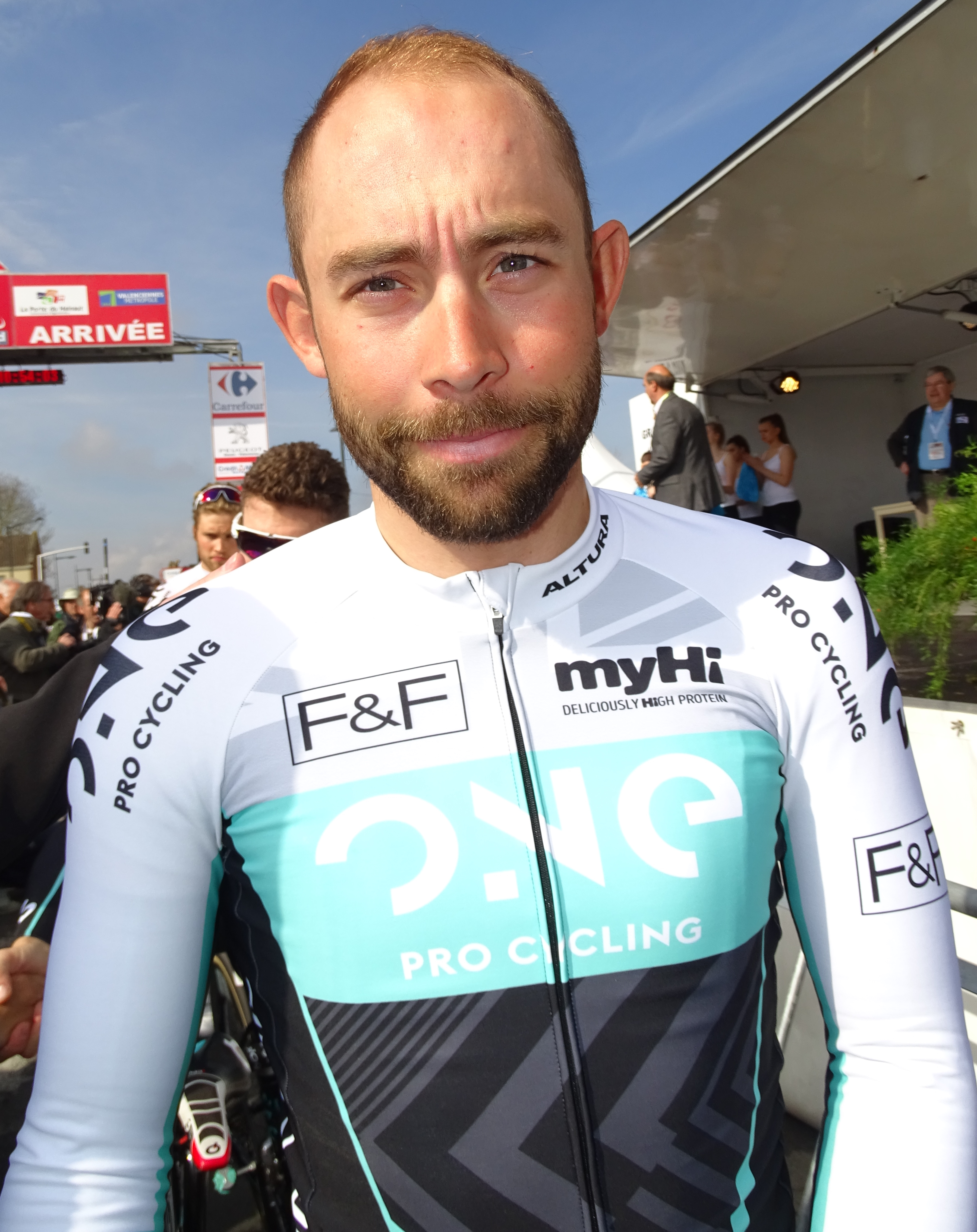
Sebastian Lander.
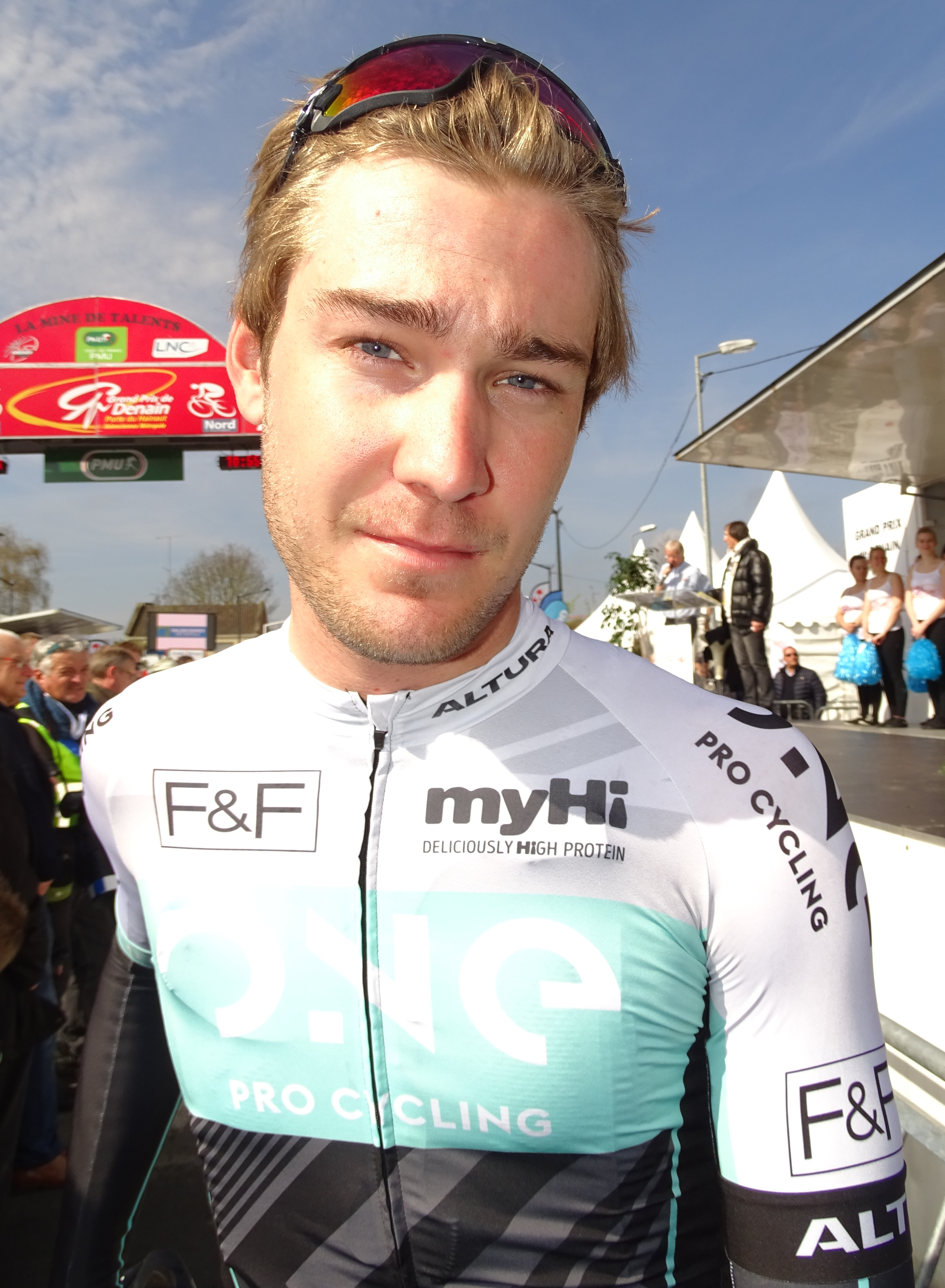
Hayden McCormick.
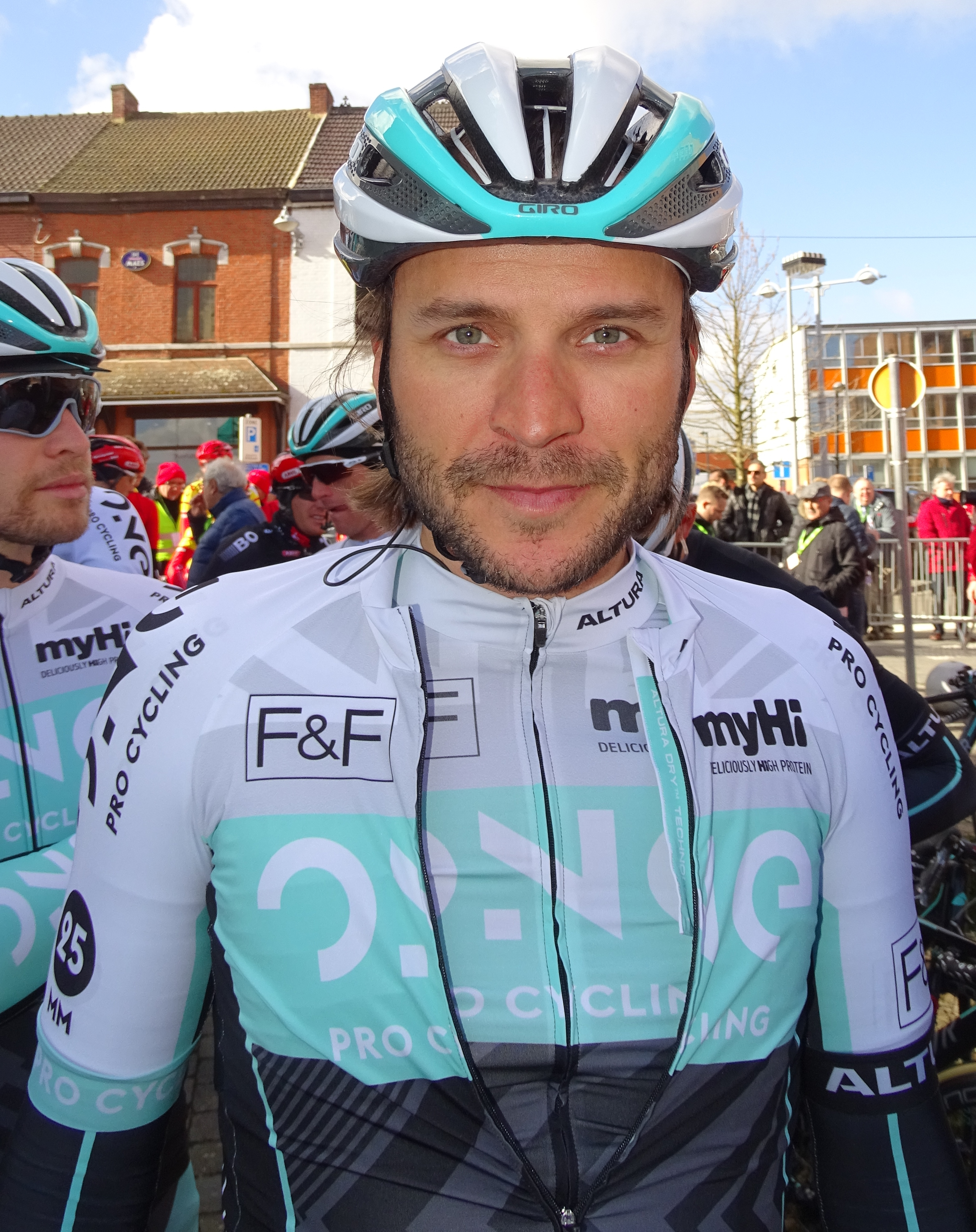
Martin Mortensen.
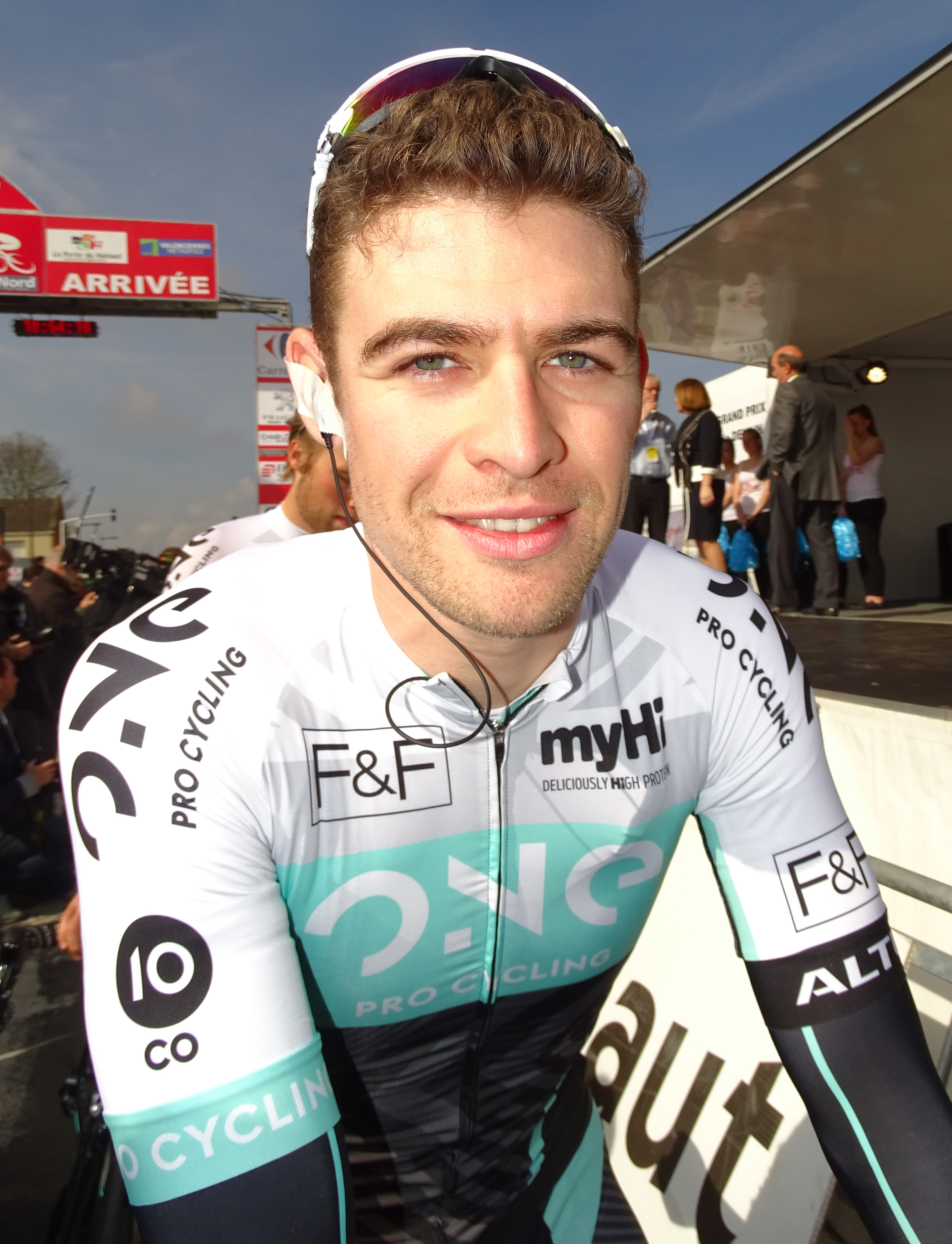
Chris Opie.
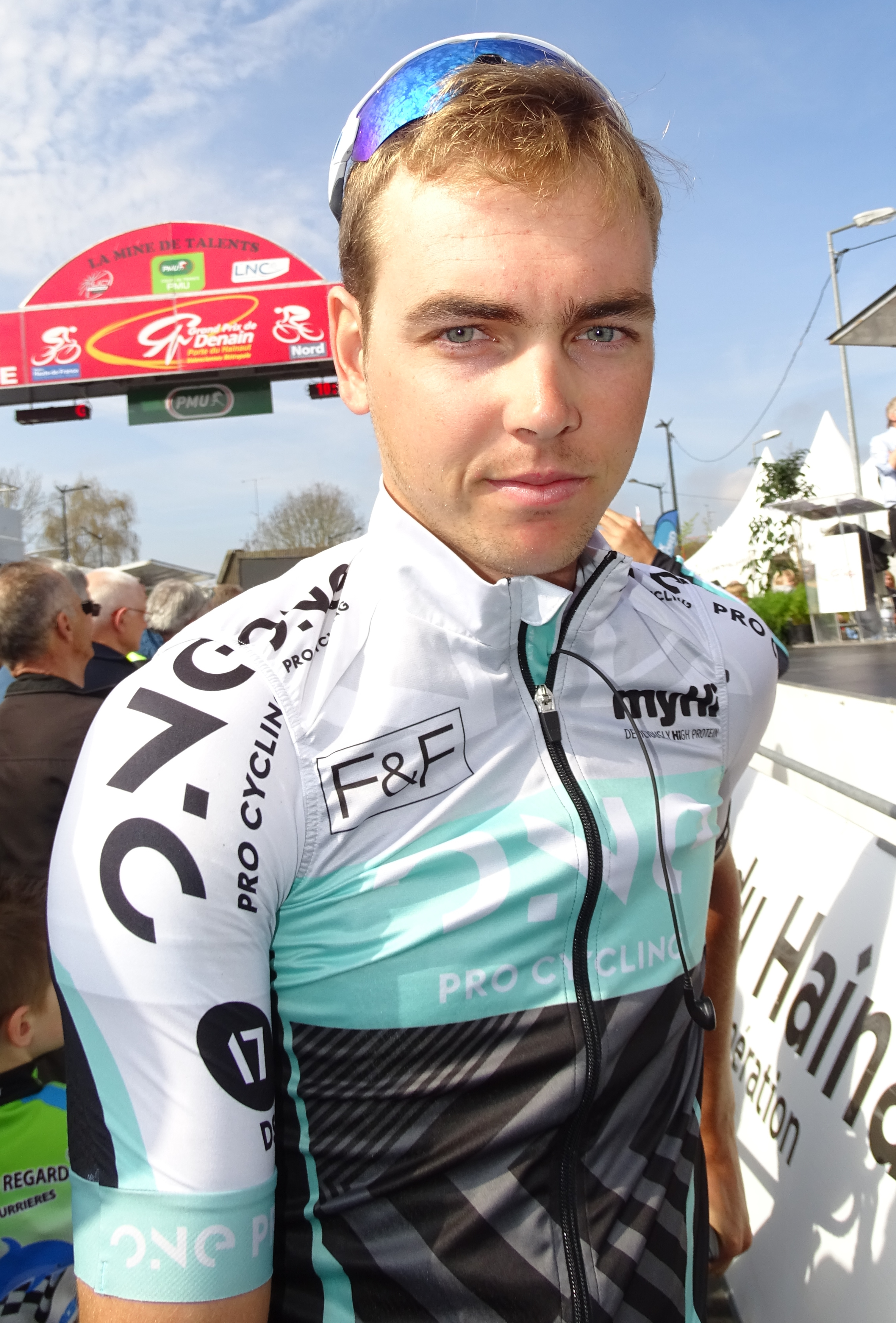
Dion Smith.
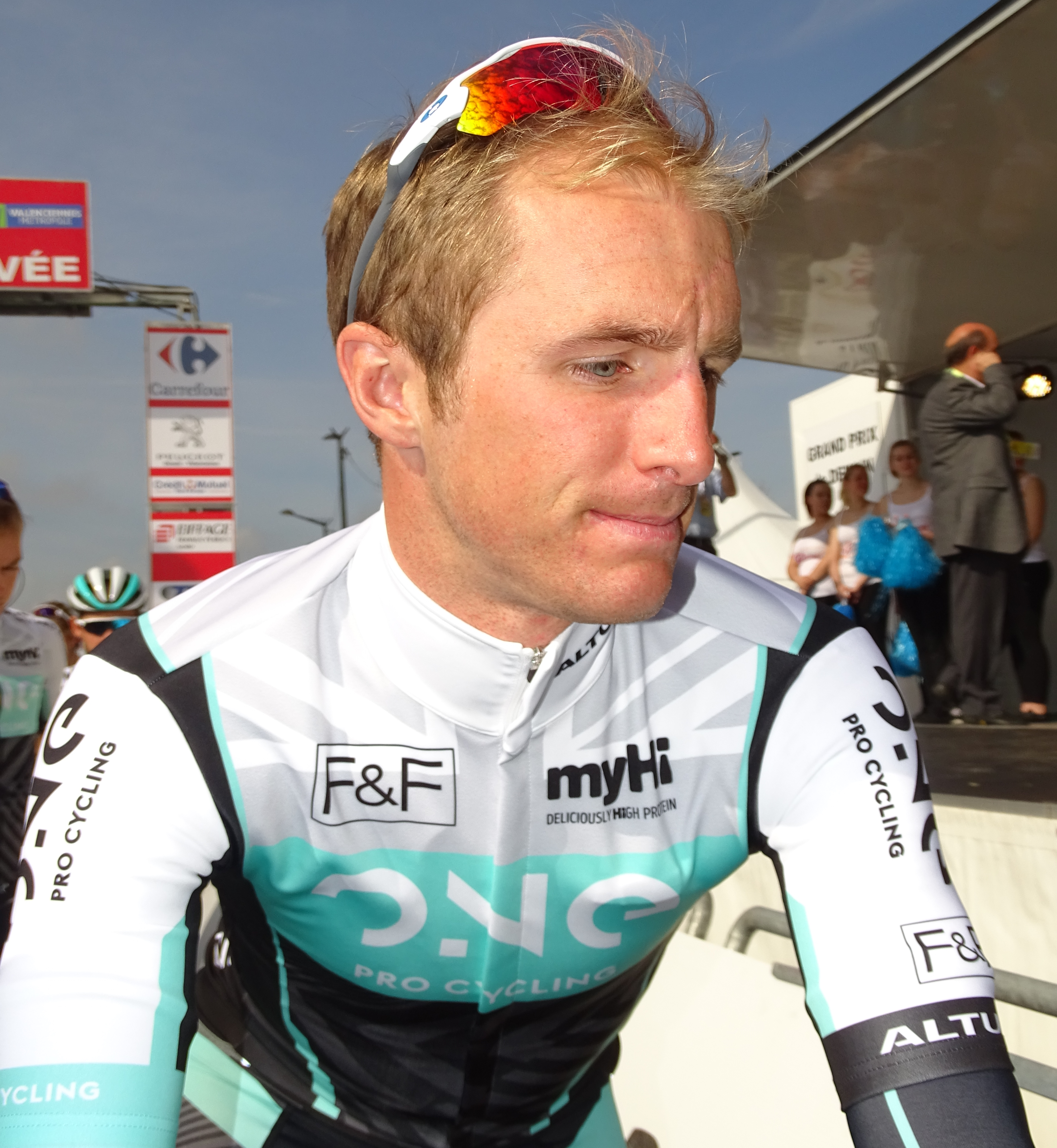
Peter Williams.
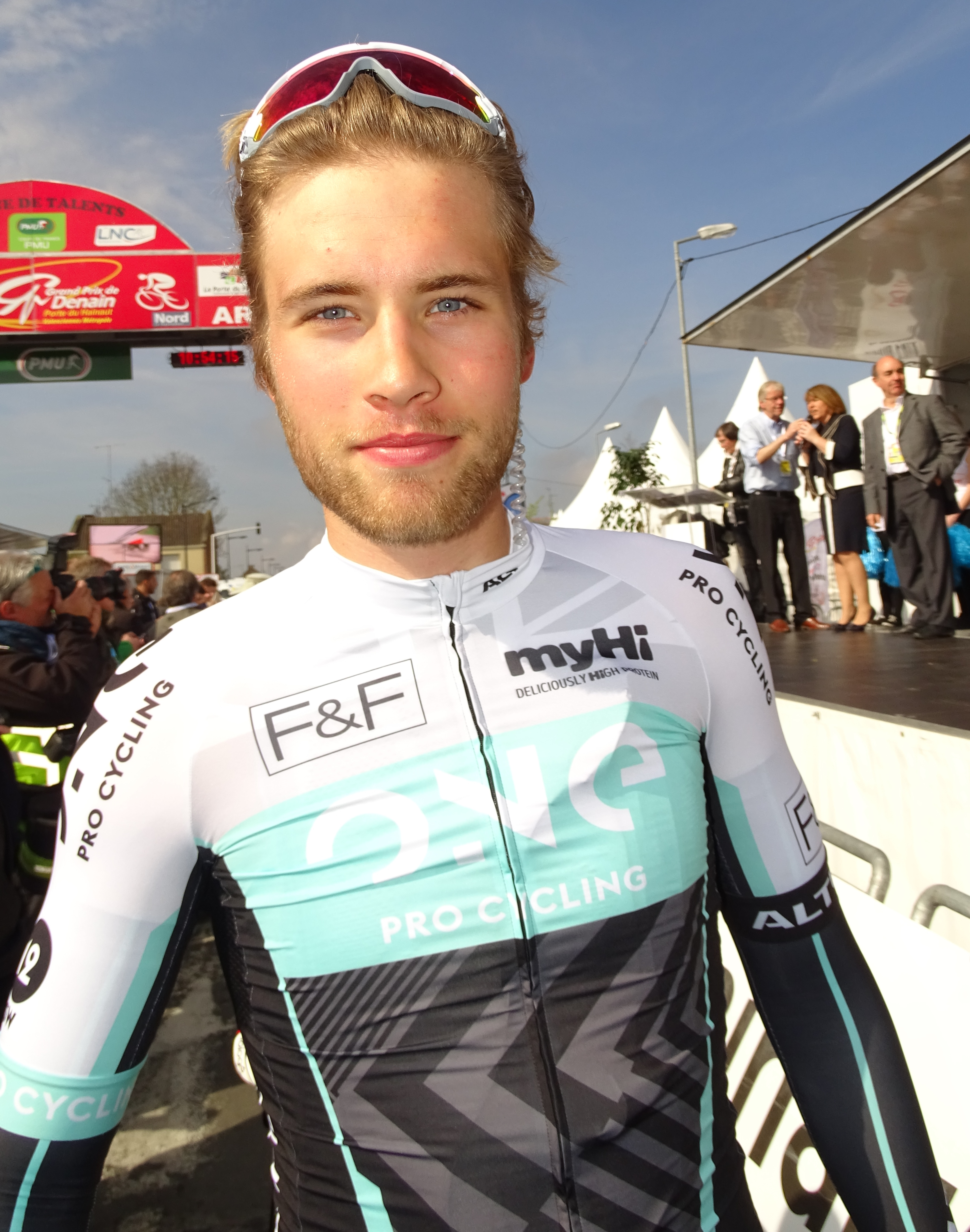
Samuel Williams.
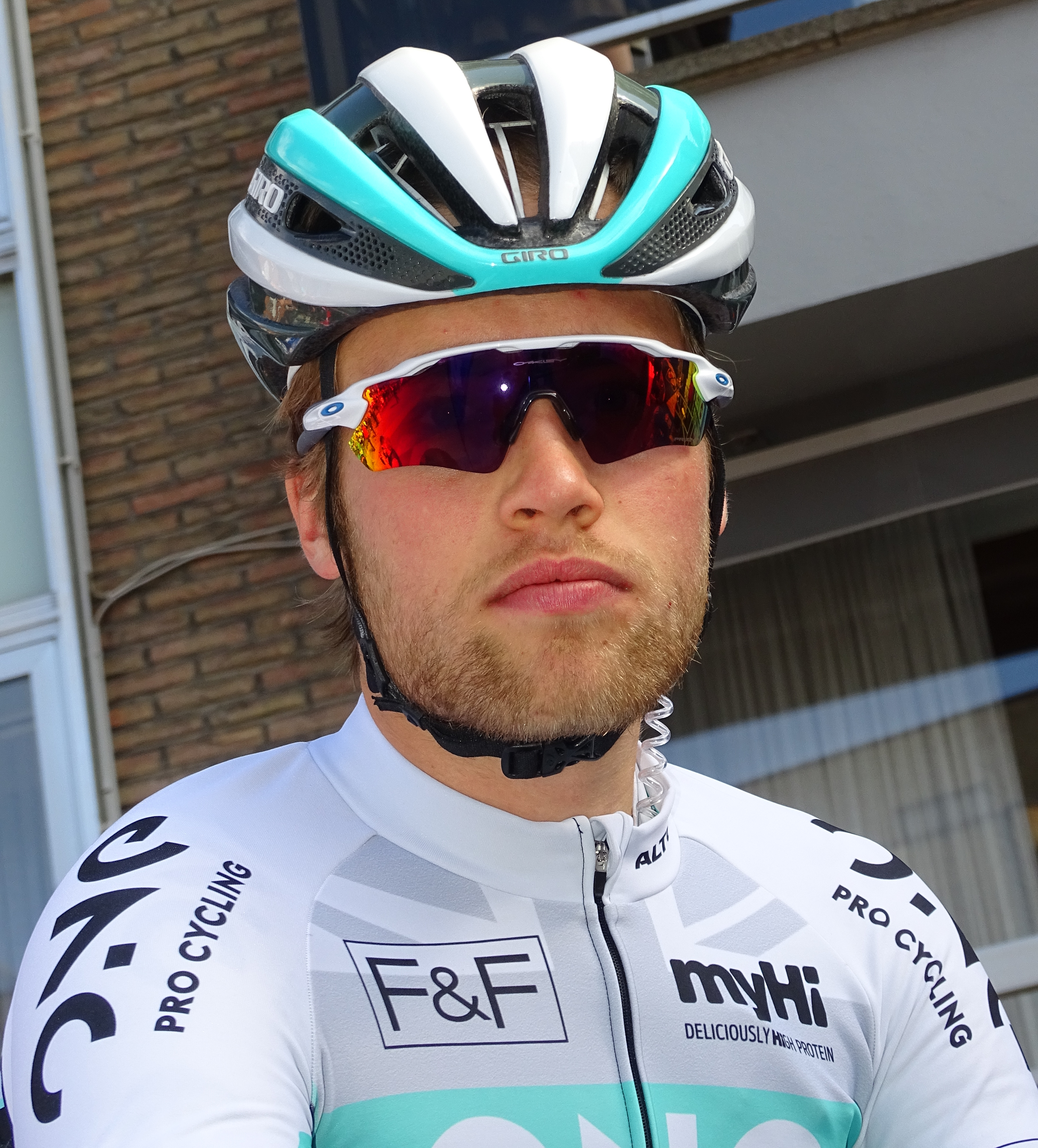
?.

## Bilan de la saison

### Victoires
| Date       | Course                                                      | Pays             | Classe | Vainqueur        |
| ---------- | ----------------------------------------------------------- | ---------------- | ------ | ---------------- |
| 08/01/2016 | Championnat de Nouvelle-Zélande du contre-la-montre espoirs | Nouvelle-Zélande | CN     | Hayden McCormick |
| 22/01/2016 | 3e étape de la New Zealand Cycle Classic                    | Nouvelle-Zélande | 2.2    | Kristian House   |
| 17/04/2016 | Tro Bro Leon                                                | France           | 1.1    | Martin Mortensen |
| 18/05/2016 | 1re étape du Tour de Norvège                                | Norvège          | 2.HC   | Steele Von Hoff  |
| 06/06/2016 | 2e étape du Tour de Corée                                   | Corée du Sud     | 2.1    | Chris Opie       |
| 07/06/2016 | 3e étape du Tour de Corée                                   | Corée du Sud     | 2.1    | Karol Domagalski |
| 09/06/2016 | 5e étape du Tour de Corée                                   | Corée du Sud     | 2.1    | Karol Domagalski |
| 11/06/2016 | 7e étape du Tour de Corée                                   | Corée du Sud     | 2.1    | Kristian House   |
| 19/06/2016 | Beaumont Trophy                                             | Royaume-Uni      | 1.2    | Dion Smith       |
| 07/07/2016 | 1re étape du Sibiu Cycling Tour                             | Roumanie         | 2.1    | Steele Von Hoff  |

### Résultats sur les courses majeures
Les tableaux suivants représentent les résultats de l'équipe dans les principales courses du calendrier international dans lesquelles l'équipe bénéficie d'une invitation (les cinq classiques majeures et les trois grands tours). Pour chaque épreuve est indiqué le meilleur coureur de l'équipe, son classement ainsi que les accessits glanés par ONE sur les courses de trois semaines.

#### Classiques
| Classique            | Milan-San Remo | Tour des Flandres | Paris-Roubaix | Liège-Bastogne-Liège | Tour de Lombardie |
| -------------------- | -------------- | ----------------- | ------------- | -------------------- | ----------------- |
| Coureur (classement) |                |                   |               |                      |                   |

#### Grands tours
| Grand tour           | Tour d'Italie | Tour de France | Tour d'Espagne |
| -------------------- | ------------- | -------------- | -------------- |
| Coureur (classement) |               |                |                |
| Accessits            |               |                |                |